# Bleicherode
Bleicherode est une commune allemande située dans l'État (Land) de Thuringe. Elle compte environ 6 400 habitants. Elle est en outre jumelée avec Niederzier (Allemagne) ainsi que Vieux-Condé (France) depuis 1961.
Bleicherode est traversée par la rivière Wipper, un affluent de l'Unstrut.